# Itzhak Shum
Itzhak Shum - em hebraico, יצחק שום (Quixinau, 1 de setembro de 1948) - é um ex-futebolista judeu moldavo que defendeu a Seleção Israelense.

## Carreira

### Jogador
Como jogador, defendeu apenas o Hapoel Kfar Saba, clube onde foi revelado em 1959 e onde se profissionalizou em 1966. Atuou profissionalmente pelos verdes até 1983, ano em que se despediu dos gramados, e onde voltaria já como técnico, em 2000. 
Seu maior feito foi ter integrado a delegação israelense na única Copa do Mundo que esta disputou, a de 1970, onde o time não chegou a passar da primeira fase, embora tivesse obtido um heroico empate com a tradicional Itália. A participação de Israel na Copa fez com que Shum se tornasse o primeiro - e até agora único - atleta moldávio a disputar um Mundial. Ainda esteve presente com a Seleção nas Olimpíadas de 1968 e 1976.

### Treinador
Como treinador, Shum iniciou a carreira em 1985, no Maccabi Sha'arayim. Trabalhou também no Beitar Tel Aviv e como auxiliar-técnico na Seleção Israelense, treinando ainda a equipe Sub-21. Teve destaque no comando técnico do Maccabi Haifa, fazendo deste o único clube de Israel a chegar na fase de grupos da Liga dos Campeões da UEFA, com direito a vitória sobre o Manchester United, e por ter, em uma mesma temporada, feito o Panathinaikos conquistar o campeonato grego e a Copa da Grécia. Esteve ainda à frente dos comandos de Litex Lovech, Alania Vladikavkaz, Hapoel Tel Aviv e Beitar Jerusalém. 
Seu último trabalho como treinador foi na temporada 2010-11, no Alki Larnaca do Chipre.